# Harry Callahan
Harold Francis "Dirty Harry" Callahan er en fiktiv detektiv fra San Francisco i Dirty Harry-filmserien, som består af filmene Dirty Harry (1971), Magnum Force (1973), The Enforcer (1976), Sudden Impact (1983) og The Dead Pool (1988). Clint Eastwood spiller rollen som Callahan i alle fem film.
Fra sin debut i Dirty Harry, blev Callahan model for en ny slags filmdetektiv: en som ikke tøver med at overskride professionelle og etiske grænser i jagten på sin egen form for retfærdighed, især når loven håndhæves dårligt af et udueligt bureaukrati. Dirty Harry arketypen viger heller ikke tilbage fra at dræbe: i alle Dirty Harry filmene ser man Callahan dræbe kriminelle. Han retfærdiggør denne adfærd ved at sige, at den "skaber resultater" ved at reducere kriminaliteten. Denne begrundelse gør sjældent indtryk på hans overordnede, som ofte har truet ham med suspension og afsked.

## Våben
Callahans signaturvåben er en Smith & Wesson Model 29 .44 Magnum revolver, som han bruger i alle filmene. Revolverens fremtrædende rolle i filmene gjorde den øjeblikkeligt populær. Han sagde, at han skød kaliber 44 special ammunition fordi det gav ham "bedre præcision og kontrol i en revolver af denne størrelse". Han siger også, at i en .357 Magnum bruger han Wadcutters. Desuden benyttede Callahan i Dirty Harry vender tilbage en 44. Automag. Det var ikke, som mange tror, et AMT våben, men en original AMP Auto Mag bygget specifikt til den film.
I Dirty Harry anvendte han en Winchester Model 70 enkeltskuds riffel i .458 Winchester Magnum ved den natlige ildkamp med "Scorpio" og brugte en springkniv ved sit andet møde med Scorpio. Harry bruger også en Colt Python revolver for at få balistiske beviser i Magnum Force. Andre våben, som Callahan først bruger i den afsluttende klimaks af andre film omfatter en bombe, en M72 LAW raket og en harpun. I en af filmene omtaler Harrys partner Frank DiGiorgio Harrys revolver som en "lomme-kanon".

## Personen
I Dirty Harry forklarer Callahan hvorledes hans øgenavn er opstået: han får "every dirty job that comes along" (alle de beskidte opgaver der kommer). Callahan kan ikke stille meget op med mange af de officielle regler for politiets adfærd, og affærdiger dem som "red tape" kontoriusseri, og afskyr retssystemet som tillader de kriminelle at slippe godt fra deres forbrydelser. For Callahan er alting sort eller hvidt: der er de gode og de onde, og de onde skal straffes. Dette skaber en konflikt mellem Callahan og retssystemet, som ofte skaber en ond cirkel: han fanger de onde, retten løslader dem fordi han ikke overholdt procedurereglerne og han bliver nødt til at fange dem igen.
Callahan følger sin egen etik fuldt ud. Han er fuldstændig ubestikkelig, er viet til at beskytte og hævne ofrene for voldelig kriminalitet og når han forfølger kriminielle, forsøger han at minimere farerne for uskyldige forbipasserende. Trods det er hans kamp mod kriminelle voldsom og nådesløs, og han hverken tøver med at dræbe dem eller føler anger bagefter. Igennem alle filmene er han som regel en yderst træfsikker skytte og en formidabel modstander i håndgemæng.
Hertil kommer at han er klar til at gå mod sin egne kolleger om nødvendigt. F.eks. i Magnum Force beslutter han at bringe en gruppe sammensvorne politifolk for retten, som optræder som en selvudpeget dødspatrulje. Man kan imidlertid bemærke, at i starten lader Callahan ikke til at være modstander af deres metoder. Da en overordnet viser ham et kapel fuldt af lig og fortæller om de forbrydelser som ofrene har begået samt det faktum, at nogen "fjerner domstolenes eksistensgrundlag", svarer Callahan: "Indtil videre har De ikke sagt noget forkert". Han vender sig kun mod gruppen, da en af dem i et panisk øjeblik dræber Callahans ven Charlie McCoy.

## Privatliv
Filmene afslører ikke meget om Callahans personlige baggrund. I den første film fortæller Callahan sin partners kone, at hans egen kone blev dræbt af en spriritusbilist. Hun optræder i en af de senere film på et gammelt foto, som Harry cender. Doktoren som behandler ham efter den første films bankrøveri nævner, at "vi Potrero Hill drenge må holde sammen". I bogudgaven af den første films manuskript forklares det, at Callahan voksede op i denne bydel og det fremgår, at der var et fjendtligt forhold mellem politiet og indbyggerne. Callahan mindes, at han en gang kastede en brosten mod en politimand, som samlede den op og kastede den tilbage mod ham. De efterfølgende film fastholder, at Harry bor indenfor bygrænsen i en lille lejlighed nær Chinatown eller Nob Hill. I Magnum Force siger Harrys ven Charlie McCoy "Vi skulle have taget 20 år i Marinekorpset", hvilket indikerer, at de gjorde tjeneste sammen i de væbnede styrker. I The Dead Pool bærer en kaffekop på Harrys skrivebord på politistationen United States Marine Corps våbenskjold.

## Kulturel anerkendelse
Callahan anses for et filmikon i en grad så hans øgenavn "Dirty Harry" er indgået i sproget som slang for en hensynsløs politimand. Harry Callahan blev ved udarbejdelsen af American Film Institutes liste over 100 år, 100 helte og 100 skurke valgt til den 17. største helt nogensinde.

I AFIs liste over 100 filmcitater optræder der to af Dirty Harrys berømte replikker. 
| Citat | Go ahead, make my day. | Citat |
|       |                        |       |

 på en 6. plads, og 
| Citat | I know what you're thinking: 'Did he fire six shots or only five?' But to tell you the truth, in all this excitement I've kinda lost track myself. But being this is a .44 Magnum, the most powerful handgun in the world, and would blow your head clean off, you've got to ask yourself one question: 'Do I feel lucky?' Well, do ya, punk? | Citat |
|       | |       |

 som nr. 51.

## Partnere
- Tom Fanducci
- Fred Dietrich
- Frank DiGiorgio (Dirty Harry og The Enforcer)
- Chico Gonzalez (Dirty Harry)
- Earlington "Early" Smith (Magnum Force)
- Kate Moore (The Enforcer)
- Horace King (Sudden Impact)
- Al Quan (The Dead Pool)

I den første og den sidste film, Dirty Harry og The Dead Pool siger Callahan, at næsten alle hans partnere enten er døde eller havnet på hospitalet. Det er korrekt, da kun Al Quan og Chico Gonzalez er de eneste af Harrys partnere, som ender på hospitalet, mens alle de andre bliver dræbt. Fred Dietrich er også nævnt som hospitalsindlagt med et skudsår. DiGiorgio er den eneste af Harrys partnere som ikke er blevet dræbt som direkte eller indirekte følge af deres partnerskab.
Dietrich og Fanducci er de eneste af Harrys partnere, som aldrig optræder på lærredet, men blot bliver omtalt af ham i den første film eller af partneren Kate Moore i The Enforcer.

## Yderligere noter
- Nummeret på Callahans SFPD skilt, som kort ses i slutningen af den første film er 2211 mens hans kaldenummer er "Inspector 71".
- Under et interview i december 2006 beskrev Clint Eastwood at Callahan levede et "pensionist" liv, og spøger ofte med at hvis han skulle indspille en ny film med Dirty Harry ville han udføre fluefiskeri med sin .44 Magnum. Hos David Letterman spøgte han også med, at Dirty Harry ville være nødt til at jagte forbrydere med en rollator.
- I Magnum Force er Harrys efternavn Callahan stavet som "Calahan" i de afsluttende rulletekster.
- I de fem film dræber Harry i alt 43 kriminelle.
- Eastwood gentager muntert Harrys "do you feel lucky" replik i en fjernsynsreklame fra 2007, som skal fremme turismen i San Francisco, mens han spiller golf og foreslår besøgende turister, at de skulle tro på deres held, når de udfordrede byens golfbaner.
- I Phillip Rocks bogudgave af manuskriptet til Dirty Harry er Harrys mellemnavn Francis. Det omtales også, at Harry en gang havde en detektivpartner med øgenavnet "Lucky Sam" Fleming.

## Påvirkninger
- Den klart mest berømte parodi på "Dirty Harry" Callahan er Alan Spencers kult TV-serie "Sledge Hammer!" hvor personen overdrives til en pistolelskende tåbe. Alligevel, som nævnt i en anmeldelse i New York Times: "Sledge Hammer!" havde respekt for og var endda "kærlig" overfor målet for dens satire. Spencer er en inkarneret Clint Eastwood fan. Det er blevet antydet, at Eastwood selv morede sig over "Sledge Hammer!" og gav skuespilleren som spillede titelrollen, David Rasche, rollen som en senator i hans roste film "Flags of Our Fathers (film)".
- Hele "most powerful handgun in the world"-talen er parodieret i Guards! Guards! af Terry Pratchett, da kaptajn Samuel Vimes truer en oprørsk menneskemængde med en swamp dragon. Desuden er mottoet for Ankh-Morpork City Watch dog Latin for "Make my day, punk." I The Art of Discworld bemærker Pratchett at Paul Kidby tegner Vimes så han ligner Clint Eastwood.
- Callahan er anerkendt af tegneserieforfatteren John Wagner som en inspiration bag personen Judge Dredd.